# Сонойта (Аризона)
Сонойта (англ. Sonoita) — переписна місцевість (CDP) в США, в окрузі Санта-Круз штату Аризона. Населення — 803 особи (2020).

## Географія
Сонойта розташована за координатами 31°39′56″ пн. ш. 110°38′21″ зх. д. / 31.66556° пн. ш. 110.63917° зх. д. (31.665610, -110.639105).  За даними Бюро перепису населення США в 2010 році переписна місцевість мала площу 27,34 км², з яких 27,33 км² — суходіл та 0,01 км² — водойми.

## Демографія
Згідно з переписом 2010 року, у переписній місцевості мешкало 818 осіб у 379 домогосподарствах у складі 268 родин. Густота населення становила 30 осіб/км².  Було 462 помешкання (17/км²).
Расовий склад населення:
| - 92,3 % — білих - 1,2 % — корінних американців - 1,1 % — азіатів - 0,4 % — чорних або афроамериканців - 3,7 % — осіб інших рас |

До двох чи більше рас належало 1,3 %. Частка іспаномовних становила 14,7 % від усіх жителів.
За віковим діапазоном населення розподілялося таким чином: 13,6 % — особи молодші 18 років, 54,1 % — особи у віці 18—64 років, 32,3 % — особи у віці 65 років та старші. Медіана віку мешканця становила 56,8 року. На 100 осіб жіночої статі у переписній місцевості припадало 93,8 чоловіків;  на 100 жінок у віці від 18 років та старших — 93,2 чоловіків також старших 18 років.
Середній дохід на одне домашнє господарство  становив 87 129 доларів США (медіана — 83 229), а середній дохід на одну сім'ю — 100 000 доларів (медіана — 94 271). Медіана доходів становила 70 446 доларів для чоловіків та 56 136 доларів для жінок. За межею бідності перебувало 9,2 % осіб, у тому числі 9,4 % дітей у віці до 18 років та 12,4 % осіб у віці 65 років та старших.
Цивільне працевлаштоване населення становило 455 осіб. Основні галузі зайнятості: науковці, спеціалісти, менеджери — 32,1 %, освіта, охорона здоров'я та соціальна допомога — 15,6 %, роздрібна торгівля — 10,8 %, сільське господарство, лісництво, риболовля — 7,9 %.